# 弦圖

环（黑色）和环上的两条弦（绿色）

在图论中，弦图（英語：Chordal graph）是一类含有很多弦的图。所谓“弦”，即环中跨越非邻点的一条边，或者说“捷径”（可类比圆中的弦）。弦图要求图中任意一个长度不小于4的环都须含有弦。根据该定义，弦图中每一个大环都被弦切割成若干小三角形，因此弦图也被称作三角化图。
弦图是完美图的一种子类。算法可以在线性时间内判定一张图是否为弦图。而且，有些在一般图上困难的问题（比如图着色问题），在弦图上可被高效解决。

## 定义
设{\displaystyle C_{k}:=v_{1}v_{2}\dots v_{k}v_{1}}是一个环，其中{\displaystyle k\geq 4}。只要{\displaystyle i-j\not \equiv 0,1,k-1{\pmod {k}}}，我们就称边{\displaystyle e:=\{v_{i},v_{j}\}}为环{\displaystyle C_{k}}的一条弦。
设{\displaystyle G=(V,E)}是一张图。若对于图中任意环{\displaystyle C_{k}\subseteq G~(k\geq 4)}，边集{\displaystyle E}都含有{\displaystyle C_{k}}的某条/某些弦，则称{\displaystyle G}是一张弦图。

## 等价刻画
弦图可以被完美消去序（perfect elimination ordering，以下简称完美序）的概念所刻画。记{\displaystyle \Gamma _{H}(v):=\{u\mid u=v\lor \{u,v\}\in E(H)\}}为顶点{\displaystyle v}在图{\displaystyle H}的含心邻域。现给定图{\displaystyle G}的一个顶点排序{\displaystyle \pi :=v_{1},v_{2},\dots ,v_{n}}，我们定义{\displaystyle H_{i}:=G\left[\cup _{j=1}^{i}v_{j}\right]}。若对任意{\displaystyle i}，{\displaystyle \Gamma _{H_{i}}(v_{i})}均为完全图，那么就称{\displaystyle \pi }是一个完美序。
富爾克森和Gross（1965）证明了一张图是弦图当且仅当它拥有某种完美序。拥有完美序的图一定是完美图，因此弦图是完美图的子类。
Rose，Lueker和Tarjan（1976）构造了一种用于寻找完美序的线性算法。结合前面的等价刻画，算法可以在线性时间内断定一张图是否为弦图。